# 1911 dans les chemins de fer
Chronologie des chemins de fer
1910 dans les chemins de fer - 1911 - 1912 dans les chemins de fer

## Évènements

### Janvier
- 18 janvier, France : ouverture de la branche Louis Blanc - Pré-Saint-Gervais de la ligne 7 du métro de Paris (à l'exception des stations Buttes Chaumont et Place des Fêtes). Cette branche correspond aujourd'hui à la ligne 7 bis[1].

### Février
- 15 février, France : ouverture de la section Pereire - Porte de Champerret de la ligne 3 du métro de Paris[1].
- 26 février, France : ouverture de la première branche Saint-Lazare - Porte de Saint-Ouen de la ligne B du Nord-Sud (future ligne 13 du métro de Paris)[1].

### Mars
- 31 mars, Argentine : le plan d'aménagement de la ville de Treinta de Agosto est approuvé, avec un toponyme qui commémore la date de mise en service du Ferrocarril Oeste de Buenos Aires le 30 août 1857.

### Avril
- 8 avril, France : ouverture de la section Pigalle - Notre-Dame-de-Lorette de la ligne A du Nord-Sud (future ligne 12 du métro de Paris)[1].

### Juin
- 6 juin, France : ouverture de la station Le Peletier sur la ligne 7 du métro de Paris.
- 28 juin, France : ouverture de la section Mont-Louis-Bourg-Madame du chemin de fer en voie métrique de Villefranche à Bourg-Madame (compagnie du Midi)

### Juillet
- 13 juillet en France : fin des travaux sur la ligne Nice - Digne des Chemins de fer de Provence avec l'ouverture du dernier tronçon de 28 km entre Annot et Saint-André-les-Alpes. La ligne est concédée à la Compagnie des chemins de fer du Sud de la France.
- 14 juillet: Départ supposé du train de luxe Zanetti Rome-Milan qui, selon une célèbre légende urbaine aurait disparu dans un tunnel de Lombardie.

### Novembre
- 23 novembre, France : catastrophe de Montreuil-Bellay, un train de la ligne Angers - Poitiers tombe dans le Thouet à la suite de l'écroulement d'une pile du pont enjambant la rivière (16 morts).

### Décembre
- 29 décembre, France : Déclaration d'utilité publique de la ligne de Dax à Peyrehorade. (Compagnie des tramways à vapeur de la Chalosse et du Béarn)